# 普连集镇
普连集镇，是中华人民共和国山東省菏泽市曹县下辖的一个乡镇级行政单位。

## 行政区划
普连集镇下辖以下地区：
普连集村、祝奶奶庙村、管楼村、苗口村、武平楼村、张庄村、苗楼村、朱庙村、郗庄村、后苗庄村、平王庄村、葛河村、王庄寨村、司庙村、大王集村、甄楼村、东王庄村、袁新庄村、柳园村、三官庙村和代楼村。

## 交通
- 京九铁路：普连集站